# Brian Nieva
Brian Nieva (Avellaneda, provincia de Buenos Aires, Argentina, 19 de abril de 1990) es un exfutbolista argentino. Jugaba de delantero y su último club fue El Porvenir de la Primera C.
Actualmente trabaja en una fábrica de pastas con su familia.

## Trayectoria
Surgió de las divisiones inferiores de Independiente donde se destacó como goleador, marcando más de 100 tantos. Debutó en Primera División el 2 de octubre de 2010 en la derrota por 4:1 ante Godoy Cruz en un partido válido por la novena fecha del Torneo Apertura, ingresando en el minuto 69'. Disputó cinco partidos más a lo largo de ese torneo sin marcar goles, siendo titular en dos de ellos.
Convirtió su primer gol con el equipo titular en el torneo de verano de 2011 ante San Lorenzo de Almagro por la Copa de Oro.
Su primer gol oficial en Primera División lo marcó enfrentando a Atlético de Rafaela (Santa Fe), en el Torneo Apertura 2011 por la Fecha Nº 8 de dicho torneo, el 21 de septiembre de 2011. El resultado terminó 3 a 1 a favor de Independiente, y Brian puso el 2 - 0 parcial.
En la temporada 2012/2013, pasa a préstamo sin cargo y sin opción de compra, al Club Atlético Los Andes que milita en  la Primera B Metropolitana.
Luego de un año de jugar en Los Andes, Nieva emigra definitivamente a Chile, para jugar en Santiago Morning de la Primera B de ese país, siendo este su primer equipo en el extranjero.

## Clubes
| Club                        | País      | Año         |
| --------------------------- | --------- | ----------- |
| Independiente               | Argentina | 2010 - 2012 |
| Los Andes                   | Argentina | 2012 - 2013 |
| Santiago Morning            | Chile     | 2013        |
| Club Comunicaciones         | Argentina | 2014        |
| Justo José de Urquiza       | Argentina | 2014        |
| Huracán de Goya             | Argentina | 2015 - 2016 |
| Defensores de Villa Ramallo | Argentina | 2016        |
| Sport Club Pacífico         | Argentina | 2016        |
| Atlético Pilares            | Argentina | 2017        |
| Club El Porvenir            | Argentina | 2018        |

## Palmarés

### Campeonatos internacionales
| Título            | Club          | País      | Año  |
| ----------------- | ------------- | --------- | ---- |
| Copa Sudamericana | Independiente | Argentina | 2010 |